# Shōgun (sèrie de televisió del 2024)
Shōgun és una sèrie limitada de drama històric nord-americà creada per Rachel Kondo i Justin Marks, basada en la novel·la homònima de 1975 de James Clavell. La novel·la es va adaptar anteriorment en una sèrie l'any 1980. La sèrie es va estrenar amb els dos primers capítols el 27 de febrer de 2024 a Hulu i FX, i setmanalment es van anar publicant els vuit episodis restants.

## Argument
Shōgun segueix "la col·lisió de dos homes ambiciosos de mons diferents i una misteriosa dona samurai; John Blackthorne, un mariner anglès que acaba naufragant al Japó, una terra la cultura desconeguda de la qual el redefinirà; Lord Toranaga, un astut, el poderós dàimio, en desacord amb els seus perillosos rivals polítics; i Lady Mariko, una dona amb habilitats inestimables però amb vincles familiars deshonrosos, que ha de demostrar el seu valor i lleialtat".
El shōgun de Clavell és una versió fictícia dels esdeveniments i història reals. Explicat tant en japonès com en anglès, en realitat la part anglesa del diàleg estava en portuguès. El personatge de Blackthorne es basa lliurement en l'històric navegant anglès William Adams, que al Japó es va convertir en un samurai sota el daimyō més fort i poderós i més tard el fundador i primer shōgun del shogunat Tokugawa del Japó, Tokugawa Ieyasu, la vida i el regnat del qual van durar des del 1543 fins al 1616 i en el qual es basa el personatge Shōgun Yoshii Toranaga.

## Repartiment

### Principals
- Hiroyuki Sanada com a Lord Yoshii Toranaga (Tokugawa Ieyasu (1543–1616))
- Cosmo Jarvis com a John Blackthorne (William Adams (1564–1620))
- Anna Sawai com a Toda Mariko (Hosokawa Gracia (1563–1600))
- Tadanobu Asano com a Kashigi Yabushige (Honda Masanobu (1538–1616))
- Takehiro Hira com a Ishido Kazunari (Ishida Mitsunari (1559–1600))
- Tommy Bastow com el pare Martin Alvito (João Rodrigues Tçuzu (1561–1634))
- Fumi Nikaido com a Ochiba No Kata (Yodo-dono (1569–1615))

### Recurrents
- Hiroto Kanai com a Kashigi Omi (Honda Masazumi (1566–1637))
- Moeka Hoshi com a Usami Fuji

- Shinnosuke Abe com a Toda Buntaro (Hosokawa Tadaoki (1563–1646))
- Tokuma Nishioka com a Toda "Iron Fist" Hiromatsu (Hosokawa Fujitaka (1534–1610))
- Fumiyo Kohinata com el Taiko (Toyotomi Hideyoshi (1537–1598))
- Yasunari Takeshima com a Muraji
- Yuki Kura com a Yoshii Nagakado (Matsudaira Tadayoshi (1580-1607))
- Yuka Kouri com a Kiku
- Yoriko Dōguchi com a Kiri No Kata (Lady Acha (1555-1637))
- Ako com a Daiyoin / Lady Iyo (Kōdai-in (1549–1624))
- Toshi Toda com a Sugiyama (Maeda Toshiie (1539-1599))
- Hiro Kanagawa com a Igurashi
- Junichi Tajiri com a Uejiro
- Néstor Carbonell com a Vasco Rodrigues
- Nobuya Shimamoto com a Nebara Jozen
- Yuki Kedoin com a Takemaru
- Mako Fujimoto com a Shizu No Kata
- Haruno Niiyama com a Natsu No Kata
- Hiromoto Ida com a Kiyama ukon Sadanaga (Konishi Yukinaga (1555-1600))
- Takeshi Kurokawa com a Ohno Harunobu (Otani Yoshitsugu (1558-1600))
- Yuko Miyamoto com a Gin
- Yoshi Amao com a Sera

## Episodis
| Núm. | Títol                        | Direcció              | Escrit per                    | Data d'estrena original | Espectadors U.S. (milions) |
| ---- | ---------------------------- | --------------------- | ----------------------------- | ----------------------- | -------------------------- |
| 1    | «Anjin»                      | Jonathan van Tulleken | Rachel Kondo & Justin Marks   | 27 de febrer de 2024    | 0.764                      |
| 2    | «Servants of Two Masters»    | Jonathan van Tulleken | Rachel Kondo & Justin Marks   | 27 de febrer de 2024    | 0.764                      |
| 3    | «Tomorrow is Tomorrow»       | Charlotte Brändström  | Shannon Goss                  | 5 de març de 2024       | 0.492                      |
| 4    | «The Eightfold Fence»        | Frederick Toye        | Emily Yoshida                 | 12 de març de 2024      | 0.517                      |
| 5    | «Broken to the Fist»         | Frederick Toye        | Matt Lambert                  | 19 de març de 2024      | 0.554                      |
| 6    | «Ladies of the Willow World» | Hiromi Kamata         | Maegan Houang                 | 26 de març de 2024      | 0.523                      |
| 7    | «A Stick of Time»            | Takeshi Fukunaga      | Matt Lambert                  | 2 d'abril de 2024       | 0.540                      |
| 8    | «The Abyss of Life»          | Emmanuel Osei-Kuffour | Shannon Goss                  | 9 d'abril de 2024       | 0.436                      |
| 9    | «Crimson Sky»                | Frederick E.O. Toye   | Rachel Kondo & Caillin Puente | 16 d'abril de 2024      | Sense determinar           |
| 10   | «A Dream of a Dream»         | Frederick E.O. Toye   | Maegan Houang & Emily Yoshida | 23 d'abril de 2024      | Sense determinar           |

Takeshi Fukunaga va dirigir un episodi de la sèrie.

### Desenvolupament
Durant la gira anual de premsa d'estiu de l'Associació de Crítics de Televisió a l'agost de 2018, FX va anunciar que faria una nova adaptació de la novel·la de 1975 Shōgun de James Clavell.

## Estrena
Shōgun es va estrenar amb els seus dos primers episodis el 27 de febrer de 2024 a Hulu i FX. La resta de la sèrie de 10 episodis s'estrenà setmanalment. A nivell internacional, la sèrie està disponible a Disney+ i Star+ a Llatinoamèrica i Disney+ (a través de Star en altres territoris. Un doblatge en anglès de la sèrie està disponible a Hulu. També es va publicar un podcast complementari per a cada episodi.

## Recepció
A la web de ressenyes Rotten Tomatoes, el 100% dels 64 crítics van donar a la sèrie una crítica positiva. El consens dels crítics és: "Visualment sumptuós i enriquit amb versemblança cultural, Shōgun és una reimaginació èpica que supera l'original". A Metacritic, la sèrie té una puntuació mitjana ponderada de 84 sobre 100 basada en 38 crítics, indicant "aclamació universal".